# Friedrich (Schiff, 1880)
Die Friedrich ist ein ehemaliges Fährschiff, das in Bremen als Traditionsschiff erhalten wird.

## Geschichte
Das Schiff wurde in den Jahren 1879/1880 als Dampfschiff für J. H. Grells Dampffähre auf der Reiherstieg Schiffswerfte & Maschinenfabrik in Hamburg gebaut. Es wurde ab 1880 als Süd-Hamburg auf der Elbe als Fähre für die Beförderung von Werftarbeitern vom Baumwall auf den Steinwerder eingesetzt. Nebenbei diente das Schiff auch als Feuerlöschboot, wovon die heute noch vorhandenen Feuerlöscheinrichtungen an Bord zeugen.
Angetrieben wurde die Süd-Hamburg von einer Zweizylinder-Dampfmaschine mit einer Leistung von 160 PS. Für die Befeuerung verfügte das Schiff über einen Kohlenbunker mit einem Fassungsvermögen von acht Tonnen Steinkohle.
Im Januar 1889 wurde das Schiff an die Hafendampfschiffahrt-Actiengesellschaft (HDAG, später HADAG) verkauft und weiter unter dem Namen Süd-Hamburg als Fährschiff im Hafen eingesetzt.
1918 kaufte der Bremer Reeder Bernhard Wilhelm Riedemann (der Sohn von Wilhelm Anton Riedemann) das Schiff und benannte es in Nord-Bremen um. Eingesetzt wurde es nun auf der Weser als Fähre für Werft- und Hafenarbeiter. 1925 ließ Riedemann das Schiff auf seiner Werft am Hohentorshafen umbauen und mit dem charakteristischen zweiten Deck ausrüsten, das zunächst seitlich offen war. Das Schiff wurde nun in Friedrich umbenannt und hauptsächlich für Hafenrundfahrten in Bremen eingesetzt.
1932 erfolgte der Verkauf des Schiffes an die 1926 gegründete Reederei Otto W. A. Schreiber. Zusammen mit dem Dampfschiff Friedrich wurden auch Riedemanns Fahrkartenverkaufshaus, und der Hafenrundfahrtvertrag sowie der Dampfer Franzius, der optisch ähnlich gestaltet war wie Friedrich, von der Reederei Schreiber erworben. Während diese Reederei sich von Franzius bereits im Jahr 1937 trennte und das Schiff an Johann Frank in Berlin verkaufte, behielt sie Friedrich über Jahrzehnte in ihrer Flotte. Sie ließ das offene Oberdeck mit Fenstern schließen und setzte das Schiff teilweise im Linienverkehr zwischen Bremen-Mitte und Bremen-Nord und teilweise weiter für Hafenrundfahrten ein. 1939 wurde das Schiff aufgelegt. Den Zweiten Weltkrieg überstand es unversehrt an einem Liegeplatz an der Mittelweser unterhalb der Badener Berge.
Zwischen 1949 und 1951 wurde das Schiff auf der Lühring-Werft in Brake zum Motorschiff umgebaut. Die Dampfmaschine des Schiffes wurde durch einen gebrauchten MWM-Dieselmotor mit einer Leistung von 180 PS ersetzt. Dieser Motor stammte aus dem Schiff Stadt Bremen. 1963 wurde die Friedrich von der Reederei Schreiber außer Dienst gestellt und als schwimmende Werkstatt am Martinianleger vertäut.
Um das vom Verfall bedrohte Schiff zu retten, gründete sich 1985 der Förderverein Bremische Gesellschaft zur Erhaltung der großen Hafenrundfahrt MS Friedrich e. V., der die Friedrich von der Reederei Schreiber übernahm. In den Folgejahren wurde das Schiff restauriert. Dabei musste auch die Hauptmaschine ersetzt werden, nachdem die überholte alte Maschine bei einem Probelauf im September 1990 Totalschaden erlitten hatte. 1991 wurde die Maschine gegen einen MWM-Dieselmotor mit einer Leistung von 200 PS ausgetauscht. 1994 erhielt das Schiff einen vorläufigen Liegeplatz an der Weser unterhalb der Bürgermeister-Smidt-Brücke, seit dem Jahr 2000 liegt es – nun vollständig restauriert – an einem Ponton an der Schlachte zwischen Bürgermeister-Smidt-Brücke und Teerhofbrücke und wird u. a. für Fahrten und Veranstaltungen genutzt.